# SN 2004J
SN 2004J – supernowa typu Ia odkryta 19 stycznia 2004 roku w galaktyce E554-G33. W momencie odkrycia miała maksymalną jasność 17,70m.